# 城内町 (栃木市)
城内町（じょうないちょう）は、栃木県栃木市の地名。現行行政地名は城内町一丁目および二丁目。郵便番号は328-0033。 
　

## 地理
栃木地区南東部に位置し、東は仲仕上町・樋ノ口町、西は河合町・沼和田町、南は大平町北武井、北は旭町・本町・神田町と接している。

## 世帯数と人口
2017年（平成29年）8月31日現在の世帯数と人口は以下の通りである。
| 丁目         | 世帯数    | 人口    |
| ------------ | --------- | ------- |
| 城内町一丁目 | 264世帯   | 610人   |
| 城内町二丁目 | 1,871世帯 | 4,107人 |
| 計           | 2,135世帯 | 4,717人 |

## 施設
公共
- 日本年金機構栃木年金事務所

教育
- 栃木市立栃木第四小学校

商業
- グランドブックスうさぎや栃木城内
  - TSUTAYA栃木城内店
  - タリーズコーヒー栃木城内店
  - ビーワン栃木城内店
  - ファミリーマート栃木城内店
- ヤオハン城内店
  - マクドナルド栃木城内ヤオハン店
- ファッションセンターリーブル城内
- ドラッグセイムス城内店
- コメリ城内店
- 幸楽苑栃木城内店

## 交通

### 道路
一般県道
- 栃木県道31号栃木小山線（河合新道・小山街道）
- 栃木県道243号小山城内線

## 小・中学校の学区
市立小・中学校に通う場合、学区は以下の通りとなる。
| 丁目   | 番地       | 小学校                 | 中学校               |
| ------ | ---------- | ---------------------- | -------------------- |
| 一丁目 | 全域       | 栃木市立栃木第四小学校 | 栃木市立栃木南中学校 |
| 二丁目 | 一部       | 栃木市立栃木第四小学校 | 栃木市立栃木南中学校 |
| 二丁目 | その他全域 | 栃木市立南小学校       | 栃木市立栃木南中学校 |